# Радомишльська синагога
Радомишльська синагога — юдейська культова споруда, збудована у Радомишлі 1887 року. Будівля дуже постраждала під час міської пожежі 1926 р. Наприкінці 1930-х рр. була знесена, а на її місці облаштовано базар.